# Oana Pantelimon
Oana Pantelimon (Rumania, 27 de septiembre de 1972) es una atleta rumana retirada, especializada en la prueba de salto de altura en la que llegó a ser medallista de bronce olímpica en 2000.

## Carrera deportiva
En los JJ. OO. de Sídney 2000 ganó la medalla de bronce en el salto de altura, con un salto de 1.99 metros, tras la rusa Yelena Yelesina (oro con 2.01 m) y la sudafricana Hestrie Cloete (plata también con 2.01 m).